# Star Wars: Behind the Magic
Star Wars: Behind the Magic (1998) es una enciclopedia con la información de la Guerra de las Galaxias, que cubrió tanto la ficción como la realidad detrás de cada tipo de creación. Contiene fichas técnicas de naves y sables, fichas biográficas de cada personaje, incluye narraciones e ilustraciones del origen de cada personajes.
Fue desarrollada para PC sobre sistema operativo Windows y su contenido esta en inglés. Esta enciclopedia está comprendida en dos CD. Licenciado bajo la firma LucasArts, empresa del creador de la saga, George Lucas.
Esta fue la primera enciclopedia informatizada sobre una saga o un género de ficción. La misma se editó no solo en inglés, sino de igual manera a los idiomas español y alemán, entre otros.